# دانکن مک‌ناب
دانکن مک‌ناب (انگلیسی: Duncan McNabb؛ زادهٔ ۸ اوت ۱۹۵۲) ژنرال بازنشسه نیروی هوایی ایالات متحده آمریکا است، که در فاصله سال‌های ۲۰۰۷ تا ۲۰۰۸ به‌عنوان سی و سومین جانشین رئیس ستاد نیروی هوایی فعالیت می‌کرد و از ژوئیه تا اوت ۲۰۰۸ سرپرست رئیس ستاد نیروی هوایی بود.
مک‌ناب فعالیت نظامی را از سال ۱۹۷۴ در نیروی هوایی آمریکا آغاز کرد، از ۱۹۹۶ تا ۱۹۹۷ فرمانده بال ۶۲ ترابری بود، از ۱۹۹۷ تا ۱۹۹۹ فرماندهی تحرک هوایی را برعهده داشت و در فاصله سال‌های ۲۰۰۸ تا ۲۰۱۱ به‌عنوان فرمانده ترابری ایالات متحده آمریکا فعالیت می‌کرد.